# Koigi
Koigi era un comune rurale dell'Estonia centrale, nella contea di Järvamaa. Il centro amministrativo era l'omonima località (in estone küla).
Nel 2017 il comune si è fuso (insieme ad Albu, Ambla, Imavere, Järva-Jaani, Kareda e Koeru) nel nuovo comune di Järva.

## Località
Oltre al capoluogo, il comune comprende altre 15 località:
Huuksi - Kahala - Keri - Koigi - Lähevere - Prandi - Päinurme - Pätsavere - Rutikvere - Silmsi - Sõrandu - Tamsi - Vaali - Väike-Kareda - Ülejõe.